# Suhadole, Litija
Suhadole este o localitate din comuna Litija, Slovenia, cu o populație de 9 locuitori.